# Тиритиелло, Элла
Элла Тиритиелло (швед. Ella Tiritiello, род. 24 августа 2006, Кристианстад, Сконе) — шведская певица и актриса.

## Биография
Тиритиелло получила известность после исполнения кавера на песню Авичи «For a Better Day» вместе с Королевским филармоническим оркестром Стокгольма на церемонии переименования концертного зала «Авичи-Арена» в мае 2021 года. Она также исполнила этот кавер дуэтом с Сарой Ларссон на мероприятии Together For a Brighter Day в декабре 2021 года.
Тиритиелло дебютировала в кино, исполнив роль Мари Фредрикссон в шведском фильме «Sommartider» (2024). Она также принимает участие в музыкальном конкурсе «Melodifestivalen 2025».

## Дискография

### Альбомы
- 2023 — the youth, emotions and everything in between (deluxe)

#### Мини-альбомы
- 2023 — the youth, emotions and everything in between
- 2024 — Younger

### Синглы
- 2021 — For a Better Day[англ.] (Avicii Arena Version) совместно со Стокгольмским филармоническим оркестром
- 2022 — Say Something.
- 2022 — Say Something (live at Platoon7)
- 2022 — Take It Personal
- 2022 — Not Your Girl
- 2023 — Again and Again
- 2023 — Younger
- 2024 — It Must Have Been Love (кавер на песню группы Roxette)